# The Little Shop of Horrors (película de 1960)
The Little Shop of Horrors —conocida en español como La pequeña tienda de los horrores, La tiendita del horror, La tienda de los horrores o La tiendita de los horrores — es una película estadounidense de 1960 dirigida por Roger Corman. Se trata de una de las películas de serie B más famosas de la historia. Ganó notoriedad al convertirse en una de las películas que se rodaron con mayor rapidez.[cita requerida]
Corman y el guionista Charles B. Griffith escribieron el guion en una única sesión y la película fue rodada con actores contratados por Corman para películas anteriores. Los actores ensayaron durante únicamente tres días antes del comienzo de la película. La mayor parte del rodaje se realizó en dos días y una única noche mientras que el resto de material fue rodado durante las dos semanas siguientes. Corman rodó cada escena una única vez con tres cámaras simultáneamente. El presupuesto total de la película fue de tan solo 27 000 $ (algunas fuentes citan 34.000 $).[cita requerida]
La pequeña tienda de los horrores fue una de las primeras películas de Jack Nicholson; en ella, interpreta el papel de Wilbur Force, paciente masoquista de un dentista sádico.[cita requerida]
La película original de Corman fue relanzada en los años 80, coloreada, y actualmente se espera una segunda versión coloreada, comercializada por Legend Films.[cita requerida]

## Argumento
La película cuenta la historia de un joven ayudante de floristería, Seymour Krelboyne, empleado en la floristería de Gravis Mushnik en Los Ángeles. Debido a su incompetencia, está a punto de ser despedido por el señor Mushnik cuando Audrey, otra empleada, le convence de cuidar una nueva y misteriosa planta a la que él llama Audrey Junior. La planta pronto comienza a atraer nuevos clientes a la tienda, pero pronto enferma y Mushnik le encarga a Seymour la tarea de cuidarla bien para continuar ganando dinero. Esa misma noche Seymour descubre que la planta es una planta carnívora que se alimenta de sangre humana. Para mantenerla con vida, Seymour comienza a alimentarla con sangre de sus dedos. Pronto, Audrey Jr. comienza a crecer y a atraer más y más clientes, pero cuando comienza a enfermar de nuevo, Seymour descubre que la planta habla y le pide que le alimente más y más.
Para alimentarla, Seymour comienza a matar gente con la que alimentar la planta (enorme, para entonces) y que ésta sacie su hambre voraz, cosa que no logra conseguir. Finalmente, Seymour intenta destruir la planta, pero es asesinado por esta. La película termina con el descubrimiento, por parte de Mushnik y otros, del florecimiento de Audrey, donde aparecen las caras torturadas de sus víctimas, incluida la de Seymour.
Otros personajes en la película son el doctor Phoebus Farb, el dentista sádico de Mushnik; Burson Fouch, un cliente al que le gusta comer flores; la señorita Shiva, quien compra flores cada día para un pariente muerto; la señora Krelboyne, la hipocondríaca madre de Seymour, y Wilbur Force, un paciente masoquista del dentista de Mushnik.

## Reparto

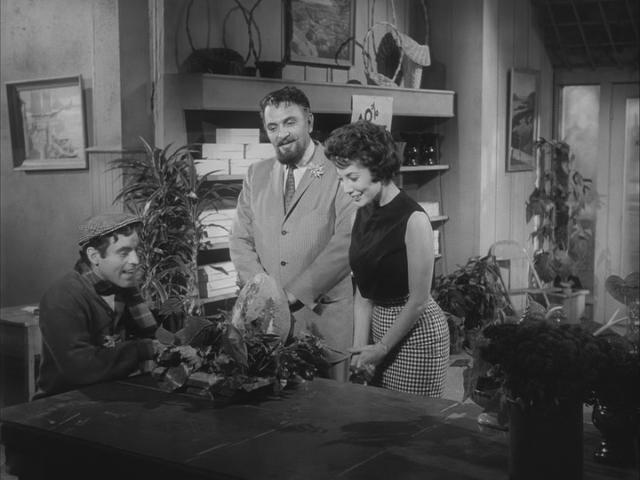
Fotograma de la película: Jonathan Haze, Mel Welles y Jackie Joseph.

| Personaje          | Actor               |
| ------------------ | ------------------- |
| Seymour Krelboyne  | Jonathan Haze       |
| Audrey Fulquard    | Jackie Joseph       |
| Gravis Mushnik     | Mel Welles          |
| Burson Fouch       | Dick Miller         |
| Siddie Shiva       | Leola Wendorff      |
| Winifred Krelboyne | Myrtle Vail         |
| Det. Sgt. Joe Fink | Wally Campo         |
| Det. Frank Stoolie | Jack Warford        |
| Wilbur Force       | Jack Nicholson      |
| Audrey Jr. (voz)   | Charles B. Griffith |

## Versiones posteriores
Se volvió a mostrar interés por la película tras la realización de una comedia musical del mismo título, producida en Broadway en 1982. Dicho musical seguía fielmente la película original de 1960 y se adaptó al cine en 1986 con un título ligeramente distinto al de la versión original (Little Shop of Horrors en vez de The Little Shop of Horrors). Posteriormente, en 1991, se produjo una serie de dibujos animados titulada Little Shop.[cita requerida]